# Campeonato Mundial de Atletismo Sub-20 de 2016 - 1500 m masculino
A prova dos 1500 metros rasos masculino do Campeonato Mundial de Atletismo Sub-20 de 2016 ocorreu entre os dias 19 e 21 de julho em Bydgoszcz, na Polônia. 

## Recordes
Antes desta competição, os recordes mundiais e do campeonato nesta prova eram os seguintes:
|     | Nome                | Nacionalidade | Tempo   | Local          | Data                |
| --- | ------------------- | ------------- | ------- | -------------- | ------------------- |
| WJR | Ronald Kwemoi       | Quênia        | 3:28.81 | Mónaco         | 18 de julho de 2014 |
| CR  | Abdalaati Iguider   | Marrocos      | 3:35.53 | Grosseto       | 15 de julho de 2004 |
| WJL | Gilbert Kwemoi Soet | Quênia        | 3:33.71 | Heusden-Zolder | 16 de julho de 2016 |

## Medalhistas
| Ouro              | Prata               | Bronze               |
| Kumari Taki (KEN) | Taresa Tolosa (ETH) | Anthony Kiptoo (KEN) |

## Cronograma
Todos os horários são locais (UTC+1).
| Data        | Hora  | Evento        |
| ----------- | ----- | ------------- |
| 19 de julho | 10:35 | Eliminatórias |
| 21 de julho | 20:25 | Final         |

## Resultados

### Eliminatórias
Qualificação: Os 3 primeiros de cada bateria (Q) e os 3 tempos mais rápidos (q). 
| Posição | Bateria | Atleta                  | Nacionalidade  | Tempo   | Notas           |
| ------- | ------- | ----------------------- | -------------- | ------- | --------------- |
| 1       | 1       | Ayoub Sniba             | Marrocos       | 3:44.59 | Q               |
| 2       | 1       | Anthony Kiptoo          | Quênia         | 3:44.74 | Q               |
| 3       | 1       | Josh Kerr               | Grã-Bretanha   | 3:44.86 | Q               |
| 4       | 1       | Ajay Kumar Saroj        | Índia          | 3:44.96 | q               |
| 5       | 1       | Matthew Ramsden         | Austrália      | 3:45.34 | q               |
| 6       | 1       | Asres Guadie            | Etiópia        | 3:45.74 | q,              |
| 7       | 1       | Yani Khelaf             | França         | 3:45.88 |                 |
| 8       | 3       | Taresa Tolosa           | Etiópia        | 3:46.13 | Q               |
| 9       | 3       | Baptiste Mischler       | França         | 3:46.41 | Q               |
| 10      | 3       | Jakob Ingebrigtsen      | Noruega        | 3:46.53 | Q               |
| 11      | 3       | Ramazan Barbaros        | Turquia        | 3:46.56 |                 |
| 12      | 2       | Kumari Taki             | Quênia         | 3:47.14 | Q               |
| 13      | 1       | Aggelos Vasiliou        | Grécia         | 3:47.38 |                 |
| 14      | 3       | Abderezak Khelili       | Argélia        | 3:47.56 | Recorde pessoal |
| 15      | 2       | Elzan Bibić             | Sérvia         | 3:47.72 | Q               |
| 16      | 2       | Jordi Torrents          | Espanha        | 3:47.80 | Q               |
| 17      | 2       | Riadh Chninni           | Tunísia        | 3:47.84 | Recorde pessoal |
| 18      | 3       | Adrián Ben              | Espanha        | 3:47.88 |                 |
| 19      | 3       | Diego Zarate            | Estados Unidos | 3:47.95 |                 |
| 20      | 2       | Isaac Hockey            | Austrália      | 3:48.63 |                 |
| 21      | 3       | Ali Kaddachi            | Tunísia        | 3:48.98 | Recorde pessoal |
| 22      | 2       | Idriss Moussa Youssouf  | Catar          | 3:49.12 |                 |
| 23      | 3       | Ryohei Sakaguchi        | Japão          | 3:49.21 |                 |
| 24      | 1       | Omer Öti                | Turquia        | 3:49.24 |                 |
| 25      | 1       | Lukas Abele             | Alemanha       | 3:49.51 |                 |
| 26      | 3       | Mark Patton             | Canadá         | 3:50.15 |                 |
| 27      | 3       | Anton Hrabovskyi        | Ucrânia        | 3:50.58 |                 |
| 28      | 2       | Emil Danielsson         | Suécia         | 3:50.71 |                 |
| 29      | 3       | Lorenzo Casini          | Itália         | 3:50.97 |                 |
| 30      | 2       | Kendall Muhammad        | Estados Unidos | 3:51.27 |                 |
| 31      | 2       | James Sugira            | Ruanda         | 3:51.32 |                 |
| 32      | 2       | Hicham Elkhayari        | Marrocos       | 3:51.64 |                 |
| 33      | 1       | Abdallah Khelidj        | Argélia        | 3:52.06 |                 |
| 34      | 1       | Braydon Rennie          | Canadá         | 3:53.72 |                 |
| 35      | 1       | Andriy Aliksiychuk      | Ucrânia        | 3:54.42 |                 |
| 36      | 2       | Archie Davis            | Grã-Bretanha   | 3:54.57 |                 |
| 37      | 3       | Hugo Rocha              | Portugal       | 3:54.76 |                 |
| 38      | 2       | Andreas Holst Lindgreen | Dinamarca      | 3:55.21 |                 |
| 39      | 2       | Andrea Baratte          | Luxemburgo     | 3:55.49 |                 |
| 40      | 2       | Marvin Heinrich         | Alemanha       | 3:58.49 |                 |
| 41      | 1       | Adam Abdelwahab         | Sudão          | 4:04.64 |                 |
| 42      | 2       | Abina Tchinga           | Malawi         | DNS     |                 |
| 42      | 3       | Mohamed Ismail Ibrahim  | Djibuti        | DNS     |                 |

### Final
A prova final foi realizada no dia 21 de julho às 20:25.  
| Posição           | Atleta             | Nacionalidade | Tempo   | Notas |
| ----------------- | ------------------ | ------------- | ------- | ----- |
| Medalha de ouro   | Kumari Taki        | Quênia        | 3:48.63 |       |
| Medalha de prata  | Taresa Tolosa      | Etiópia       | 3:48.77 |       |
| Medalha de bronze | Anthony Kiptoo     | Quênia        | 3:49.00 |       |
| 4                 | Baptiste Mischler  | França        | 3:49.52 |       |
| 5                 | Ajay Kumar Saroj   | Índia         | 3:49.52 |       |
| 6                 | Matthew Ramsden    | Austrália     | 3:50.50 |       |
| 7                 | Jordi Torrents     | Espanha       | 3:50.93 |       |
| 8                 | Asres Guadie       | Etiópia       | 3:50.95 |       |
| 9                 | Jakob Ingebrigtsen | Noruega       | 3:51.09 |       |
| 10                | Josh Kerr          | Grã-Bretanha  | 3:51.23 |       |
| 11                | Elzan Bibić        | Sérvia        | 3:51.58 |       |
| 12                | Ayoub Sniba        | Marrocos      | 3:55.95 |       |

Legenda
| Recorde mundial       | Recorde mundial (World record)               |                       | Recorde africano                      | Recorde africano (African) |                                           | Q | Classificado por posição (Qualified) |
| Recorde do campeonato | Recorde do campeonato (Championship record)  | Recorde da América    | Recorde da América (Americas)         | q                          | Classificado por melhor tempo (Qualified) |   |                                      |
| Melhor marca do ano   | Melhor marca do ano (World leading)          | Recorde asiático      | Recorde asiático (Asian)              | DNS                        | Não largou (Did not start)                |   |                                      |
| Recorde nacional      | Recorde nacional (National record)           | Recorde europeu       | Recorde europeu (European)            | DNF                        | Não terminou (Did not finish)             |   |                                      |
| Recorde pessoal       | Recorde pessoal do atleta (Personal best)    | Recorde da Oceania    | Recorde da Oceania (Oceania)          | DSQ / DQ                   | Desclassificado (Disqualified)            |   |                                      |
| Recorde da temporada  | Recorde da temporada do atleta (Season best) | Recorde sul-americano | Recorde sul-americano (South America) | NM                         | Sem marca (No mark)                       |   |                                      |